# Al-Sha'ab Ibb SCC
L'Al-Sha'ab Ibb Sports & Cultural Club (àrab: نادي شعب إب الرياضي الثقافي, Nādī Xaʿb Ibb ar-Riyāḍī aṯ-Ṯaqāfī, ‘Club Esportiu Cultural del Poble d'Ibb’) és un club iemenita de futbol de la ciutat d'Ibb. Al-Sha'ab significa Gent o Poble.
El club va ser fundat el 1964. El club ha guanyat tres cops la lliga nacional els anys 2003, 2004 i 2012. També ha guanyat la Copa President en dues ocasions. Els seus colors són el verd i el blanc.

## Palmarès
- Lliga iemenita de futbol:

2003, 2004, 2012
- Copa President (Iemen):

2002, 2003
- Copa 26 de Setembre (Iemen):

2002
- Supercopa iemenita de futbol:

2013
- Copa de la República del Iemen del Nord:

1981